# 紅海州
紅海州(こうかいしゅう、Red Sea state)は、スーダンの州。スーダン北東部に位置し、紅海に面する。北をエジプト、南東をエリトリア、西をナイル川州、南をカッサラ州と接する。地方としてはカッサラ地方に属する。面積218,887km²、人口1,482,100人（2018年推計）。州都はポートスーダン。

## 概要
気候的には全域が砂漠気候に属し、非常に乾燥している。州北部はハライブ・トライアングルと呼ばれるエジプトとの国境紛争地域であり、地図ではスーダン領として描かれることが多いが、2000年以降ハラーイブ・トライアングルの支配権はエジプトが握っており、スーダンは抗議をしている状態である。
世界遺産サンガネーブ海洋国立公園とドンゴナーブ湾＝ムカッワー島海洋国立公園が沿岸及び沖合いに存在する。

## 隣接州
- セメナウィ・ケイバハリ地方
- アンセバ地方
- カッサラ州
- ナイル川州
- 紅海県